# گلدن گیت (فلوریدا)
گلدن گیت (به انگلیسی: Golden Gate) یک منطقهٔ مسکونی در ایالات متحده آمریکا است که در شهرستان کلیر، فلوریدا واقع شده‌است. گلدن گیت ۱۰٫۶ کیلومتر مربع مساحت و ۲۳٬۹۶۱ نفر جمعیت دارد و ۳ متر بالاتر از سطح دریا واقع شده‌است.